# دانایی-النی سیدیرا
دانایی-النی سیدیرا (انگلیسی: Danai-Eleni Sidira؛ زادهٔ ۱۴ ژانویهٔ ۱۹۹۱) بازیکن فوتبال اهل یونان است.
او همچنین در تیم ملی فوتبال زنان یونان بازی کرده‌است.